# Bülent Eken
Bülent Eken (Mersin, 1923. október 26. – Isztambul, 2016. július 25.) török labdarúgóhátvéd, edző.
A török válogatott színeiben részt vett az 1948. évi nyári olimpiai játékokon és az 1954-es labdarúgó-világbajnokságon.